# 어트랙트
어트랙트는 대한민국의 연예 기획사이다. 대표는 전홍준이고, 2021년 6월 17일 설립되었다.

## 소속 연예인
- FIFTY FIFTY
  - 키나
  - 문샤넬
  - 예원
  - 하나
  - 아테나

## 이전 소속 연예인
- 핫샷
- 바비킴
- 피프티 피프티
  - 정세현(이전예명:새나)
  - 정지호(이전예명:시오)
  - 정은아(이전예명:아란)